# Neue Deutsche Wochenschau
Die Neue Deutsche Wochenschau, kurz NDW, war von 1950 bis 1977 eine Wochenschau in den Kinos der Bundesrepublik Deutschland.

## Geschichte

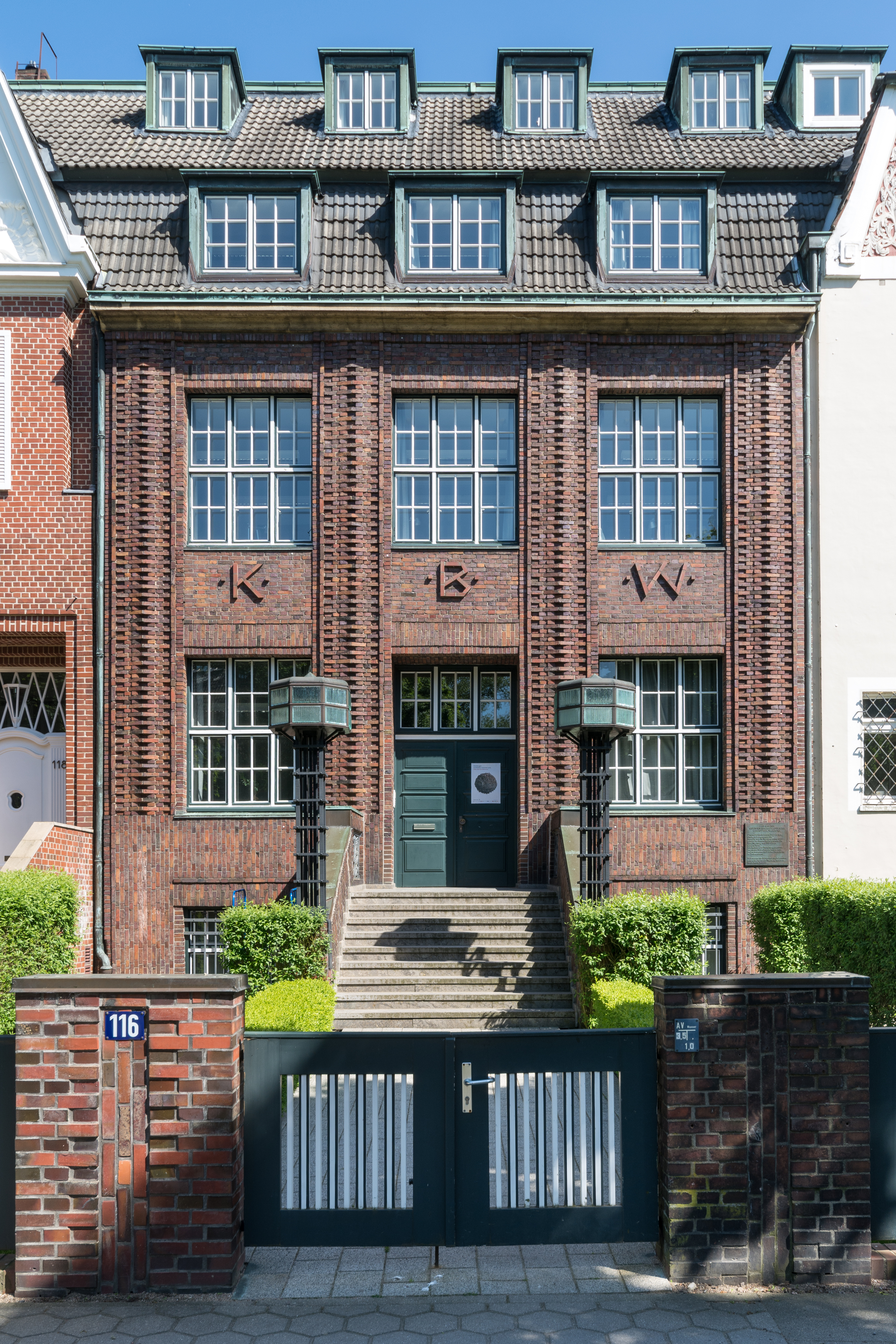
Hamburg, Heilwigstraße 116 – Das erste Redaktionsgebäude der Neuen Deutschen Wochenschau

Im Rahmen der NS-Propaganda wurde im Deutschen Reich von 1940 bis 1945 die zentralisierte und gleichgeschaltete Deutsche Wochenschau produziert und in den Kinos vor dem Hauptprogramm aufgeführt. Die Deutsche Wochenschau wurde mit der Ausgabe 755 vom 22. März 1945 eingestellt. Kurz nach Kriegsende bemühten sich die Alliierten, neue Wochenschauen in ihren Besatzungszonen zu etablieren.
Ende 1949 wurde in Hamburg die Neue Deutsche Wochenschau GmbH gegründet und mit der Produktion der Neuen Deutschen Wochenschau begonnen. Als Redaktions- und Produktionsgebäude diente die frühere Villa des Kunst- und Kulturhistorikers Aby Warburg in der Heilwigstraße 116 in Hamburg-Eppendorf, das heutige Warburg-Haus. Die erste Ausgabe der Neuen Deutschen Wochenschau kam am 3. Februar 1950 in die Kinos. Off-Sprecher der Neuen Deutschen Wochenschau war von 1950 bis 1963 Hermann Rockmann. Erfolglos hatte sich Harry Giese, Sprecher der NS-Wochenschau, bemüht, auch Sprecher der Neuen Deutschen Wochenschau zu werden.
Nach Übersiedlung in den Westen wurde 1950 der vormalige Mitarbeiter des Amts für Interzonen- und Außenhandel Paul Hach Geschäftsführer, der von 1938 bis 1944 kaufmännischer Direktor bei Wien-Film gewesen war. 1958 wurde Manfred Purzer Chefredakteur und Geschäftsführer der Neuen Deutschen Wochenschau. 1960 zog die Redaktion in ein leerstehendes Offizierskasino an der Hamburger Sieker Landstraße um. 1963 wurde die Neue Deutsche Wochenschau in Zeit unter der Lupe (gelegentlich auch kurz als Zeitlupe bezeichnet) umbenannt.
Ende 1977 wurde die Neue Deutsche Wochenschau eingestellt, da das Konzept der Wochenschauen überholt war und durch die Verbreitung des Fernsehens mit seinen täglichen Nachrichtensendungen kein Bedarf mehr bestand.

## Ausrichtung und Stil
Die ersten Folgen der Neuen Deutschen Wochenschau wurden auf 35-mm-Filmband produziert. Jede Woche erschien eine neue Folge mit einer Länge von zehn Minuten.
Die Ausrichtung der Sendung war vielfältig: Ein Schwerpunkt war Unterhaltung, viel Raum wurde Sensationen und Katastrophen eingeräumt, eine nur untergeordnete Rolle spielte die Politik. Die Arbeitswelt war präsent, wobei Fleiß und Stolz auf den Wiederaufbau dominierten, Streiks und Arbeitskämpfe eine stark untergeordnete Rolle einnahmen. Während die in der DDR produzierte Wochenschau „Der Augenzeuge“ zwischen 1950 und 1954 ganze 17 mal über Streiks in Westdeutschland berichtete, wurde das Thema Arbeitskampf in der NDW im selben Zeitraum nur zweimal aufgegriffen. Stattdessen gab es viel Raum für Kurioses: Die erste Ausgabe widmete sich beispielsweise unter anderem der Wahl einer Grapefruit-Königin in Kalifornien. Wie in der Vorgänger-Wochenschau der NS-Zeit eröffnete eine Fanfare die Wochenschau, durch die eine Kommentarstimme aus dem Off führte. Als Vorspann diente das Bildnis eines sich drehenden Globus, umschlungen von einem Filmband mit dem Schriftzug NEUE DEUTSCHE WOCHENSCHAU.

## Nachwirkung
Von der Neuen Deutschen Wochenschau sind 17 Millionen Meter Filmmaterial mit 3000 Wochenschauen in einem Hamburger Archiv erhalten. Das Filmmaterial befindet sich als Archivgut im Eigentum des Bundesarchivs und wird durch die 1978 privatisierte Deutsche Wochenschau GmbH öffentlich nutzbar gemacht. Die einzelnen Folgen der Neuen Deutschen Wochenschau sind in der Filmothek des Bundesarchivs abrufbar.

## Würdigung
Kulturstaatsminister Bernd Neumann würdigte im Jahr 2009 die Neue Deutsche Wochenschau anlässlich des 60. Jahrestags des Neubeginns: „Mit ihren Beiträgen trugen Magazine wie die ‚Neue Deutsche Wochenschau‘ […] viel zur Schaffung eines neuen Selbstvertrauens und einer neuen nationalen Identität in der noch jungen Bundesrepublik bei. Heute hat sich die Deutsche Wochenschau GmbH vom einstigen Produzenten zu einem bedeutenden Filmarchiv entwickelt, das sehr erfolgreich den einzigartigen Fundus von historischen Filmdokumenten vermarktet, der sich im Eigentum des Bundesarchivs befindet.“